# Beni Snous
Beni Snous ou Aït Snous (en berbère : ⴰⵝ ⵙⵏⵓⵙ, Ayt Snus et en arabe : بني سنوس) est une commune de la wilaya de Tlemcen en Algérie.
Les Beni Snous forment un îlot berbérophone de l'Ouest algérien et conservent un mode de vie villageois traditionnel.

## Géographie

### Situation
Le territoire de la commune de Beni Snous est situé à l'ouest de la wilaya de Tlemcen, dans les monts de Tlemcen.
La localité d'El Fahs (Beni Hammou), chef lieu de la commune, est située à 41 km au sud-ouest de Tlemcen, à équidistance entre cette dernière et Maghnia.
| Beni Boussaid            | Sidi Medjahed, Beni Bahdel | Azaïls        |
| Beni Boussaid            | Beni Snous                 | Azaïls        |
| Beni Boussaid, El Bouihi | Sidi Djillali              | Sidi Djillali |

### Relief et hydrographie
La commune de Beni Snous est située dans les monts de Tlemcen.

### Localités de la commune
En 1984, la commune de Beni Snous est constituée à partir des localités suivantes :
- El-Fahs (chef-lieu)
- Menzel
- Khémis
- Ouled Moussa
- Ouled Arbi
- Béni Achir
- Mzoughen Aimani
- Sidi Larbi
- Mazer
- Ouled Bouchama
- Béni Zidaz
- Gasba

## Histoire
La région abrite les ruines de nombreux villages anciens qui attestent une extension beaucoup plus grande des populations notamment avant le XIIe siècle.
Al-Bakri cite le village de Tafessra dans sa Description de l'Afrique Septentrionale sous le nom de Tizil, les habitants de la région sont toujours appelés les Azaïls. L'historien espagnol Marmol, en parle au XIVe siècle dans son ouvrage L’Afrique, tome II : « Presque tous les habitants sont forgerons et ont plusieurs mines de fer dans lesquelles ils travaillent. Les terres alentour abondent en blés et pâturages, mais le principal trafic est le fer que l'on vend à Tlemcen et ailleurs. La ville est fermée par de bonnes et hautes murailles ».
La région a fourni de nombreux savants à Tlemcen sous la dynastie des Zianides. Le plus connu est Sidi Sheykh Muhammad Ibn Youcef al-Senussi, l'un des plus grands théologiens.
Durant la guerre d'Algérie, elle représentait une région stratégique et une base logistique de l'Armée de libération nationale, en raison de son relief accidenté et ses forêts denses, et sa proximité avec le Maroc. La région qui a été le théâtre de plusieurs batailles, a été déclarée zone militaire à partir en 1956 et les villages de Béni Achir et Béni Zidez ont été bombardés par l'armée française.

## Démographie

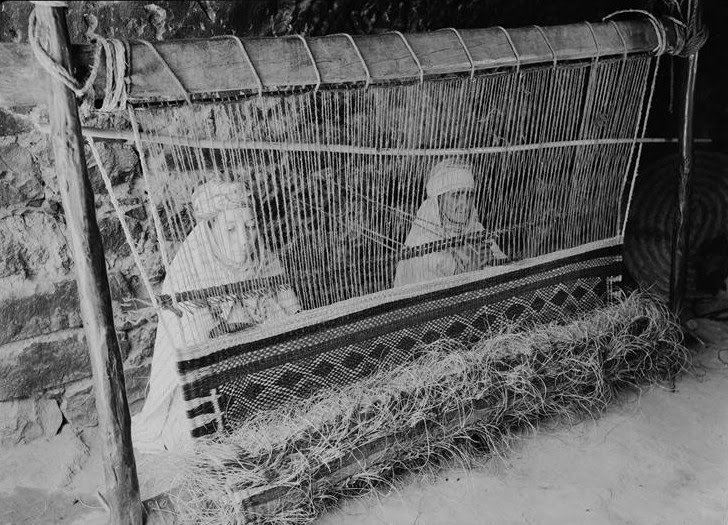
Fabrication de la hssira, un tapis en nattes.

Selon le recensement général de la population et de l'habitat de 2008, la population de la commune de Beni Snous est évaluée à 11 318 habitants contre 10 888 en 1998, l'agglomération chef-lieu, Beni Hamou El Haf compte 4 899 habitants.

## Société et culture

Les îlots berbérophones en Algérie occidentale dont celui des habitants de Beni Snous à l’ouest.

Les Aït Snous et Aït Bou Saïd forment un îlot berbérophone de l'Ouest algérien. Sur le plan linguistique, ils peuvent être rattachés aux Béni-Snassen du Marocvivant de l'autre côté de la frontière.
Ent 1905, le sociologue français Edmond Destaing a étudié ce parler. Il en a écrit plusieurs essais dont le Dictionnaire français-berbère (dialecte des Beni Snous).
Les habitants sont des villageois qui pratiquent l'arboriculture . Ils ont maintenu et conservé une économie et un mode de vie qui ont dû être celui d'une grande partie de la Ghaba avant le XIIe siècle. Leurs champs s'étagent en terrasses irriguées, comme dans les pays pré-sahariens, portant de nombreux oliviers, des figuiers, des amandiers et des noyers. L'élevage du petit bétail est une autre activité pratiquée.
La célébration de Yennayer, nouvel an berbère, diffère des autres régions du pays, elle se caractérise par un mélange de légendes et de pratiques païennes et l'organisation du Ayred, un carnaval où une procession est organisée par des jeunes habillés en costumes traditionnels, portant des masques symbolisant des figures d'animaux notamment des lions, parcourant le village, pour se voir remettre des denrées alimentaires et friandises.
La région était connue pour la fabrication de la hsira, un tapis en nattes.

## Patrimoine

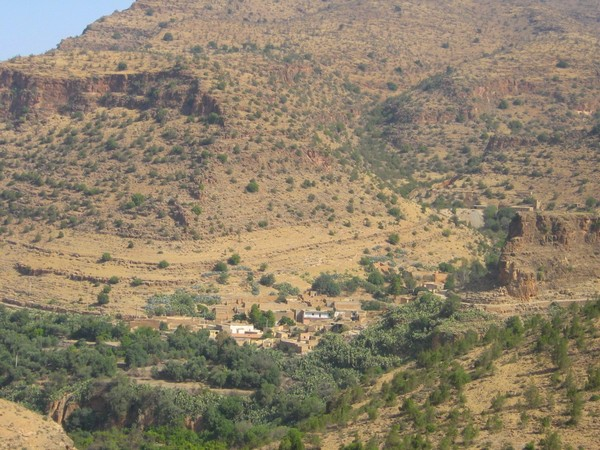
Le village d'El Kef

Comme dans les montagnes pré-sahariennes, les maisons des villages sont de pierre sèche, au flanc des vallées. À Mazzer, village toujours actif, situé à 1 200 mètres, les terrasses des maisons sont percées de cheminées qui permettent le chauffage.
Les villages de Khemis, Beni Achir et d'Ouled Moussa, à l'instar de Taffessera abritent des mosquées-cathédrales anciennes qui ont des minarets en brique. La tradition orale veut que les mosquées des Beni Snous aient été fondées sur ordre d'Abdellah Ben Djafar, neveu du calife Ali et compagnon de Okba Ibn Nafi. Celle de Khemis, fait partie des dizaines de mosquées classées dans la wilaya de Tlemcen.

## Personnalités liées à la commune
- Riyad Mahrez, footballeur international dont les parents y sont originaires.
- Mohamed El Ghazi, haut fonctionnaire algérien, y est né en 1949.
- Idris El Snoussi, monarque de Libye dont ses ascendants sont originaires.
- Ahmed El Ghazi, haut fonctionnaire algérien, y est né.
- Lakhdar El Habiri, haut fonctionnaire algérien